# Weberocereus frohningiorum
Weberocereus frohningiorum är en kaktusväxtart som beskrevs av Ralf Bauer. Weberocereus frohningiorum ingår i släktet Weberocereus och familjen kaktusväxter. Inga underarter finns listade i Catalogue of Life.

## Bildgalleri

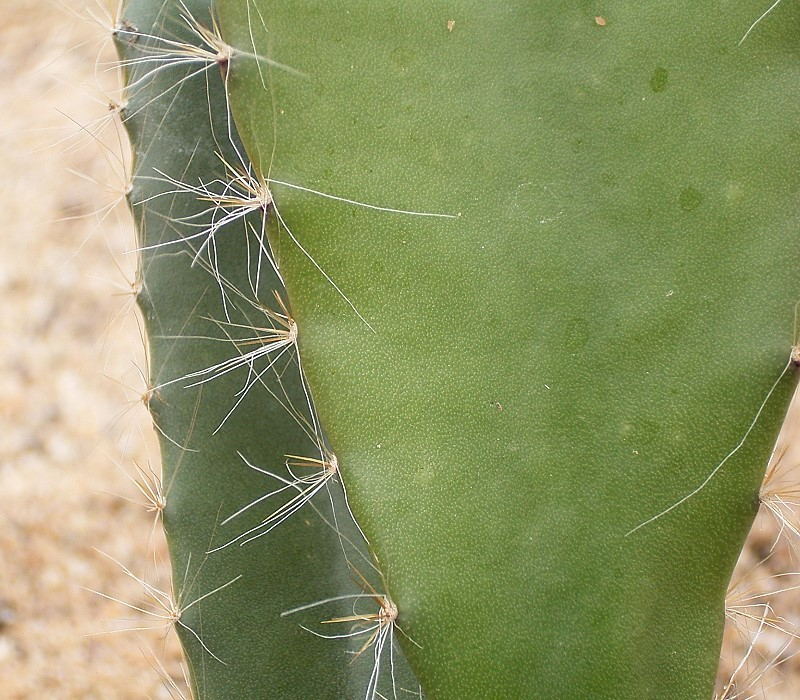